# 優希絵理奈
優希 絵理奈（ゆうき えりな、1994年9月16日 - ）は、日本のAV女優。LINX所属。

## 略歴・人物
愛知県出身。2016年12月にデビューした小柄で爆乳のAV女優。
趣味・特技は、イラスト・CG。

## 出演作品

### アダルトDVD
2016年
- 身長148cm バスト100cm(I-cup) ハーフ美少女AVデビュー（12月23日、宇宙企画）※「優希エリナ」名義

2017年
- 涎だらだら、目はトロ〜ン、全身感じやすい爆乳IカップAVデビュー（1月15日、ピーターズ）
- 女子校生緊縛監禁中出し孕ませ調教（1月19日、アイエナジー）
- とにかく見て欲しいスケベな女の淫乱SEX 〜Iカップ爆乳&脈打つ巨大クリトリス〜（1月27日、REAL）
- 会社に内緒でパンツを売ってマ●コを見せる女 OL・優希絵理奈（2月3日、ワニッチ）
- FGインターナショナル 02 Women's Pro-Wrestling 明海こうvs優希絵理奈（2月24日、バトル）共演:明海こう
- モニタリング 卒業式直後の娘×お父さん マジックミラーの向こうにはお母さん! 3分前まで女子校生! 卒業式直後の娘とお父さんが2人っきりの密室でHなミッションに挑戦! マジックミラー越しに見える母の目の前で、禁断の近親相姦をしてしまうのか??（3月2日、SODクリエイト）※「かなこ」名義　他出演:みか、さくら、ゆかり
- ドミネーション空間 8（3月17日、バトルマニアネットワーク）他出演:あゆな虹恋
- バトル同門決戦シリーズ 女子相撲 5 （3月24日、バトル）共演:明海こう
- 素人巨乳M女 拘束絶頂公開ショーⅡ（3月25日、クリスタル映像）共演:羽月希、西尾れむ、成海夏季
- ごっくん洗礼! Iカップ爆乳変態女に初の大量マニア汁!（4月3日、S.P.C）
- 超絶倫巨乳淑女! 2 突然出来た義母は若くてスタイル抜群の30歳! いつも超無防備無警戒だからパンチラ胸チラ乳首チラしまくりでボクは毎日勃起しまくり!義母はまだまだ女盛りでヤリタイ盛りにも関わらず父親とはご無沙汰みたいで溜まりまくり!! ボクが勃起しているのに気づきわざと誘惑し始める義母はボクが童貞だと知ると我慢できなくなってボクのチ○ポに貪りついてきた!! とにかく義母は腰を振って腰を振って所構わずヤリまくってくるのです!ボクの勃起チ○ポが勃起しなくなるまで何度も何度もヤラれちゃいました!!(※もう何発イカされたか分かりません!!)（4月19日、Hunter）他出演:三原ほのか、三島奈津子、八ッ橋さい子、菅野さゆき
- これマジ!? 女体に【憑依】できる男は実在した!（4月20日、SODクリエイト）他出演:江奈るり、埴生みこ、浅田結梨、向井藍、白桃心奈
- 「どうすれば一度に精子がたくさん出せるのか?」をSOD女子社員3名が真面目に検証してみた結果ものすごい射精が撮れました! SOD性科学ラボ レポート1（5月3日、SODクリエイト）※「石巻早百合」名義　共演:桜庭洋子、雨宮静香、星川麻紀
- サエない僕を不憫に思った巨乳な姉に「擦りつけるだけだよ」という約束で素股してもらっていたら互いに気持ち良すぎてマ○コはグッショリ!でヌルっと生挿入!「え!?入ってる?」でもどうにも止まらなくて中出し!（5月3日、アイエナジー）他出演:水野朝陽、三原ほのか、有坂つばさ
- 通勤バスはギュウギュウの満員で目の前には黒パンストのOLだらけ! どうしようもなく興奮しちゃった僕は生チ○コ擦リつけたら握り返してきた 8（5月3日、SWITCH）他出演:真木今日子 ほか
- 図書館の本棚にエロ本を置き、それを手に取った女子校生の反応を見て楽しんでいたら… なんと過敏に反応し、その場でモジモジ!?さらにボクと目が合うなり息荒く近付いてきて体を擦りつけてきた!そんな声が出せない状況にソソラれて図書館でまさかの合意痴漢プレイ!?（5月3日、SOSORU×GARCON）他出演:なつめ愛莉 ほか
- 小便専用 人間便器（5月3日、OFFICE K'S）他出演:宮沢ゆかり、玉木くるみ、小西まりえ、若槻美香、水川愛莉、夏野めぐみ、あやね遥菜、花咲りこ、宮崎あや
- 完全主観 添い寝しながら淫語オナニー 2（5月3日、OFFICE K'S）他出演:黒木いくみ、水川愛莉、波木真由、由來ちとせ、蓮実クレア
- お姉さんのオマ●コ舐めさせてください!! クンニで何度も本気でイッちゃう敏感素人娘たち!!（5月3日、虎堂）他出演:蓮実クレア、由來ちとせ、黒木いくみ、成海さやか、波木真由 ほか
- 地道に続けた家庭教師生活が報われました! 遂に念願の巨乳女子校生に挿入成功! 全く勉強する気がなく、ナメた態度で悪態つきまくり!そんな態度をとるのなら…!飲み物にこっそり媚薬を入れてボクの言う事を聞くまで体をいじくりたおし、ガラステーブルにひっついて離れないほどバックで犯してやりました!（5月7日、Hunter）他出演:涼海みさ、久我かのん、柊木なな、水澤りこ
- センズリみてたら興奮しちゃったエッチな素人娘たち vol.6（5月19日、綺面組）他出演:玉木くるみ、成海さやか、森保さな ほか
- ガチ口説きで60分1発勝負! デリヘルで本番までヤレるか!? 隠し撮りノンストップ・ドキュメントVTR。 Vol.2（5月19日、虎堂）他出演:波木真由 ほか
- マジックミラー号 ママさんバレー帰りの汗ばむカラダを辱めストレッチ体験! ぷっくり浮き出るおマ○コ愛撫で痙攣するほど感じまくる若妻が恥かし体位で激イキ浮気セックス! in池袋（6月1日、SODクリエイト）※「かな」名義　共演:なおこ 他出演:まみ、みさ、ゆか、まいこ、めぐみ、あや、れいこ、まき
- 選ぶたびに絶叫オナニー! AV女優の帰れまTEN 〜大人のデパートエムズ秋葉原店で大手アダルトグッズメーカー「A-ONE」の人気商品ベスト10を予想〜（6月4日、パラダイステレビ）共演:星空もあ、坂井亜美
- 「100，000回転(従来比20倍)の電マを当て続けたらどうなるか?」をSOD女子社員が真面目に検証してみた結果 パンツスーツの裾まで染みるほど漏らして漏らして5人合計48回イキ SOD性科学ラボ レポート2（6月15日、SODクリエイト）※「石巻早百合」名義　共演:向坂由佳、半澤るい、今野加代、熊本藍、葉田泉美
- スケベな親子がエッチなゲーム一転知らずに近親相姦 父親なら娘の裸当ててみて! 巨乳姉妹と親子丼3P父の日SP 〜見て、触って、ハメて、父親はカラダのパーツだけで自分の娘がわかるかな!?〜（6月15日、ROCKET）共演:桜ちなみ、若槻みづな、西園さくや、並木杏梨、あかり美来、倖田李梨
- 一人暮らしの息子のアパートを訪ねるとソソる若い彼女がいた。 少し驚いたが息子が帰ってくるまで待たせてもらうと、シーンとして変な感じに… ドキドキしてきたので空気を変えようと、いつから付き合っているのか、どこで出会ったのか等と質問をしているうちにますます妙な感じに… 気が動転してしまい「息子とはセックスしているのか」と唐突に質問してしまうと「…はい」と照れながら答えてきた彼女に思わず興奮!息子とのセックス話を恥ずかしそうにモジモジ話す息子の彼女にもう我慢できません!息子には悪いが、いい感じなのでそのままヤッちゃいました!（6月15日、SOSORU×GARCON）他出演:成海夏季 ほか
- 口外厳禁! 巨乳エステ秘密の生本番（6月23日、クリスタル映像）他出演:羽月希、成海夏季、西尾れむ
- YOUはナニしに東京へ? 3（6月23日、S級素人）※「絵理奈」名義　他出演:はるちゃん、雪本
- 処女卒業!も収録! 全て新作撮りおろし! 爆烈31名5作品! 2枚組8時間スペシャァァァル 超（恥）赤面祭り2017（8月10日、SODクリエイト）※「石巻早百合」名義　他出演:林明音、藤田芹奈、安明日美、三浦志帆、羽生夏実、瀬戸絢美、桜庭洋子、雨宮静香、米崎凪、松本和月、森下はるか、葉田泉美、熊本藍、永島瑞貴、中山有紀菜、赤松空、内藤ミーア、箕輪文乃、広田美音、三國咲子、川俣陽菜子、半田伊織、小原真希、石井れみ、松丸梓、宮前志紀、柳瀬蛍、野町唄子、井出司、新谷一葉
- 妄想アイテム究極進化シリーズ 催眠支配アプリ ヒプクル コンビニ無差別催眠エロテロ編（8月10日、ROCKET）共演:神楽アイネ、横山夏希
- おち○ちんを褒めて励まし自信をつける最先端不妊治療クリニック（8月19日、ZUKKON/BAKKON）共演:蓮実クレア、あず希、彩奈リナ、羽月希、真木今日子、相澤ゆりな、来栖らいち、美泉咲
- スマホの無料通話でセフレにエロ動画を要求され盗撮アプリで激イキオナニーを流出された素人女子10名4時間（9月1日、変態紳士倶楽部）他出演:花咲いあん、AIKA、堀越なぎさ、中村日咲、咲坂花恋、中里美穂、桜木エリナ ほか
- ヤレる人妻回春マッサージ 16 〜中出し交渉盗撮〜（9月1日、変態紳士倶楽部）他出演:AIKA、堀越なぎさ、美玲、藤川れいな